# Мокшино (Псковская область)
Мокшино — деревня в Печорском районе Псковской области России. Входит в состав сельского поселения «Новоизборская волость».
Расположена в 6 км к западу от волостного центра, деревни Новый Изборск.

## Население
Численность населения деревни на конец 2000 года составляла 7 жителей.
| 2001 | 2002 | 2010 |
| ---- | ---- | ---- |
| 7    | ↘6   | ↘2   |